# Porto Krym
O porto Krym (em ucraniano:  Порт Крим, transl. Port Krym; em russo:  Порт Крым, transl. Port Krym; em tártaro da Crimeia:  Qırım Limanı – Porto Crimeia) é um pequeno porto no leste da Crimeia, localizado às margens do estreito de Querche, a nordeste da cidade de Querche. Fez parte da travessia da balsa de Querche (linha Krym – Kavkaz), que realizou o transporte de passageiros, automóveis e vagões pelo estreito de Querche entre 1954–2020.
O porto está localizado na área mais estreitada do estreito de Querche, a distância até à margem oposta do estreito é inferior a 5 km. A área de água do porto Krym é cercada por quebra-mares que o protegem das ondas e do gelo. Perto do porto Krym existe uma estação ferroviária com o mesmo nome, que realizou trabalhos de manobra para a estruturação de comboios e separação de vagões para a balsa.

## História
O porto Krym foi construído juntamente com a travessia da balsa de Querche em 1954.
Após a reconstrução do porto Krym e com o início da operação de novas balsas de grande porte, a capacidade da linha Kavkaz – Krym aumentou para 50 000 passageiros e 10 000 automóveis por dia. No início de 2015, o volume de tráfego ferroviário era em média de 140 a 180 vagões por dia e o valor máximo era de 250 vagões por dia. Em 8 de maio de 2016, o terceiro berço foi aberto para balsas que transportavam automóveis.
Com a abertura da ponte da Crimeia, o tráfego através da balsa de Querche foi gradualmente reduzido, o que causou o seu encerramento em setembro de 2020.